# معاهدة ألش
معاهدة ألش هي اتفاقية بين تاجي قشتالة وأراغون، وُقِّعت في 19 مايو 1305.  عدّلت المعاهدة الحدود التي حُدِّدت بموجب معاهدة تورياس في العام السابق. كانت الحدود محل النزاع هي تلك التي رُسِمَت نتيجة فتوحات جيمس الثاني ملك أراغون في مورسيا بين عامي 1296 و1300.  كانت مورسيا (قبل عام 1296) تابعة لقشتالة. كان التبادل الرئيسي الذي جرى بموجب معاهدة ألش الجديدة هو عودة مدينة قرطاجنة الساحلية المهمة إلى قشتالة.